# Antonio Marchesano (cầu thủ bóng đá)
Antonio Marchesano (sinh ngày 18 tháng 1 năm 1991) là một cầu thủ bóng đá người Thụy Sĩ thi đấu cho FC Zürich tại Giải bóng đá vô địch quốc gia Thụy Sĩ. Anh ký hợp đồng đến tháng 6 năm 2020 vào tháng 9 năm 2015.
Marchesano trước đó thi đấu cho GC Biaschesi, Locarno, Bellinzona, FC Winterthur và Biel-Bienne.

## Đời sống cá nhân
Marchesano là người gốc Ý.